# 至尊計狀元才
《至尊計狀元才》是一部1990年上映的香港赌博片，譚詠麟、劉德華、陳百祥和黃秋生主演。香港票房1952万港币，位列香港年度华语片第九位。

## 剧情
台湾赌王蔣山河在华人赌坛至尊雷力工作的美国赌场放了三颗炸弹，逼迫雷力到澳门跟他进行一场至尊赌局一决高下。雷力从美国回到香港先去找表妹艾莉，艾莉受老千男友阿毛的欺骗吃下很多安眠药而受伤住院。雷力在艾莉闺蜜珍真的陪同下到医院看望艾莉，却受到阿毛和其搭档─堂弟大Dee的合伙欺骗，所带一箱美元赌金和VIP卡（蔣山河给雷力的一种身份证明）被两人偷走。两人又假冒雷力的至尊身份（毛扮雷力，大Dee扮他的保镖）到澳门赌博。
两人到澳门后见到了蒋山河之妹蒋芸芸的友好款待，芸芸安排慕莲接待假扮雷力的阿毛，阿毛也喜欢上了美女慕莲，而大Dee则喜欢上了芸芸。由于芸芸之前在美国赌局上见过戴面具赌博的雷力，所以芸芸发觉阿毛不是真雷力，大Dee则声称自己才是真雷力，两人假扮互换身份是为了安全考虑。后来雷力追到澳门，但是他为了安全起见决定让阿毛继续假扮他。
蒋山河未到澳门前让老二杨震招待雷力，杨震则让义子杨星夜晚带人杀害雷力等人，想计划用雷力之死陷害老大蒋山河，再利用雷力的国际势力除掉老蒋以坐上老大位置。阿毛、大Dee和雷力三人在其住处合力打败进犯的几十个敌人，阿毛脸部受伤，大Dee在解救人质芸芸后成功虏获她的芳心，杨星腹部则中了雷力的枪伤。后来蒋山河带人赶来，对杨星的举动大为动怒，杨震只得杀了杨星来为自己卸责并灭口。
蔣对雷力所受的遭遇表示抱歉，并提出印尼赌王和泰国赌王要加入至尊赌局，雷力则提出要大Dee和阿毛也参加赌局，蔣答应。六人参赛至尊赌局，在最后一轮牌局中大家带的赌本几乎都押上，由于蔣与雷两人之间一直在相互较劲作鹬蚌相争（表面上两人的牌好像都是同花顺，其实最后摊牌都只是A牌最大的小牌），竟让赌坛无名小卒大Dee以一幅小牌（对八领衔）坐收渔人之利成为大赢家。
赛后杨震终于露出其卑鄙面目，命令从香港雇佣来大傻哥等人来害老蒋，不过大傻哥并没有听从杨震的吩咐，因为他跟雷力其实是多年的好朋友。于是杨震最终也得到了应有的惩罚。
大Dee赢了钱后拿出一箱钱作为当初他和阿毛诈骗雷力的赔偿金，然而雷力却没有接受，因为他在外围赌局中押大Dee赢，赔率是1赔30，所以雷赢得的赌金远比大Dee在赌桌上赢的多。而阿毛得到大Dee分给他的一箱钱后兴奋无比，连口声称他有很多事要去做。

## 角色
| 演員   | 角色                                                    | 粵語配音                                           |
| 譚詠麟 | 雷力 美国赌场工作的华人赌坛至尊 曾珍真之男友            | 朱子聰 / 譚詠麟 (英語部分為原聲)                   |
| 劉德華 | 大Dee 香港騙徒 毛大哥之同謀 蔣芸芸的男友                | 劉德華                                             |
| 陳百祥 | 毛大哥/Leslie/毛啤蛇（仇家專稱） 大Dee之同謀 慕莲之男友 | 陳百祥                                             |
| 李嘉欣 | 蔣芸芸 蔣山河的妹妹 大Dee之女友                         | 龍寶鈿                                             |
| 陳松勇 | 蔣山河 台湾赌王                                         | (在粵語版本，他的角色也只有普通話對白，由劉江配音) |
| 羅美薇 | 曾珍真 雷力表妹Elli的朋友 雷力之女友                    | 沈小蘭                                             |
| 伍詠薇 | 慕莲 毛大哥之女友                                       | 盧素娟                                             |
| 田豐   | 杨震 蔣山河之手下，楊星之義父，后背叛了其而刑堂發落     |                                                    |
| 黃秋生 | 楊星 杨震之義子，澳門土生黑社會，會說葡語               | 黃秋生                                             |
| 成奎安 | 大傻哥 楊震之殺手 雷力老友（二人在唐人街打乒乓球結識）  | 黃志成                                             |
| 簡達華 | 西洋仔 楊星手下                                         | 黃子敬                                             |
| 山怪   | 楊星手下                                                |                                                    |
| 李漢成 | 蘇巴 印尼賭王                                           | 黃子敬                                             |
| 梅小惠 | Sexy                                                    | 梅小惠                                             |

## 外景
本片於1989年9月至10月於港澳兩地拍攝，11月左右殺青。

### 英屬香港
- 香港JW萬豪酒店「曦暹軒」（奕居之前身，戲中借代為雷力所任職的美國拉斯維加斯賭場）
- 北角城市花園酒店（現為駐港國安公署所租用，戲中借代為雷力所任職的美國賭場）

### 葡屬澳門
- 澳門文華東方酒店（澳門雅辰酒店之前身，楊震款待雷力等人的處所）
- 澳門賽馬會（至尊賭局的舉辦地點）
- 待添加（粉紅牆壁別墅）

## 軼事
- 本片是伍詠薇在參選亞洲小姐後加入亞視，拍攝首部參演的電影，其時正在拍攝亞視劇集《司機大佬》。
- 譚詠麟其時正進行《夢幻舞台》的灌錄工作，因此要壓縮專輯的製作期以騰出檔期。
- 劉德華其時正在拍攝電影《天若有情》，因此本片劇組首先拍攝澳門戲份，以銜接《天若有情》在當地的戲份。
- 黃秋生當年挾帶無綫電視劇集《他來自江湖》之勢接拍本片，但檔期只足夠參演於澳門的戲份，便須回港拍《天若有情》。

## 外部連結
- 香港影庫上《至尊計狀元才》的資料（繁體中文）
- 開眼電影網上《至尊計狀元才》的資料（繁體中文）
- 时光网上《至尊計狀元才》的資料（简体中文）
- 豆瓣电影上《至尊計狀元才》的資料 （简体中文）
- 爛番茄上《至尊計狀元才》的資料（英文）
- 互联网电影数据库（IMDb）上《至尊計狀元才》的资料（英文）